# Chiesa di San Matteo Apostolo (Aurano)
La chiesa di San Matteo Apostolo è la parrocchiale di Aurano, in provincia del Verbano-Cusio-Ossola e diocesi di Novara; fa parte dell'unità pastorale di Verbania.

## Storia
Già nel 1585 è attestata la presenza, ad Aurano, di un oratorio dedicato a San Matteo, che si componeva di un'unica aula di forma rettangolare, coperta da un tetto ligneo e chiusa dall'abside semicircolare.
Attorno alle metà del Seicento gli auranesi richiesero il privilegio del fonte battesimale, che fu successivamente concesso, tanto che si hanno i registri dei battesimi a partire dal 1701.
Nel 1712 venne costruita la nuova chiesa, mentre nel 1726 fu eretto il campanile e nel 1769 si provvide a realizzare la facciata con il portico; il 22 aprile 1839 venne eretta la parrocchia di Aurano.

## Descrizione

### Esterno
La facciata a capanna della chiesa, rivolta a ponente e coronata dal timpano triangolare, è suddivisa da una cornice marcapiano in due registri: quello interiore, caratterizzato da un portico che si apre frontalmente su tre archi a tutto sesto sorretti da colonnine, presenta il portale d'ingresso, affiancato da due finestre semicircolari, mentre quello superiore è caratterizzato da tre finestrelle.

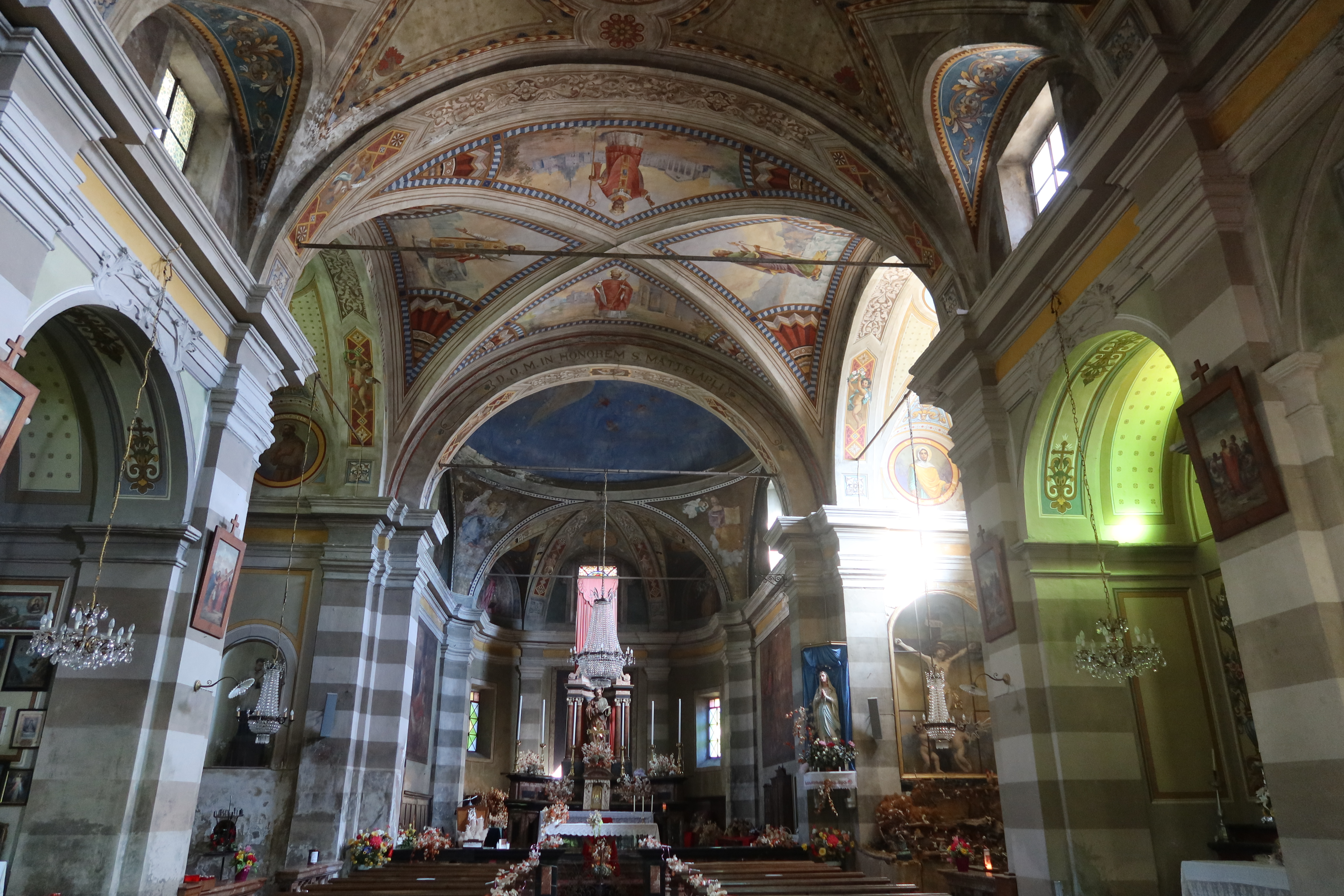
L'interno

Annesso alla parrocchiale è il campanile a pianta quadrata, la cui cella presenta su ogni lato una monofora ed è coronata dalla guglia conica a base circolare.

### Interno
L'interno dell'edificio si compone di un'unica navata, sulla quale si affacciano le cappelle laterali, introdotte da archi a tutto sesto e dedicate alla Madonna di Re, a Sant'Antonio da Padova, alla Beata Vergine del Rosario e al Sacro Cuore, e le cui pareti sono scandite da lesene bicrome sorreggenti la trabeazione aggettante e modanata sopra la quale si impostano le volte; al termine dell'aula si sviluppa il presbiterio, rialzato di alcuni gradini, ospitante l'altare maggiore e chiuso dall'abside.
Qui sono conservate diverse opere di pregio, la maggiore delle quali è la statua con soggetto San Matteo, collocata sull'altare maggiore.